# De Gouden Leeuw (Zottegem)

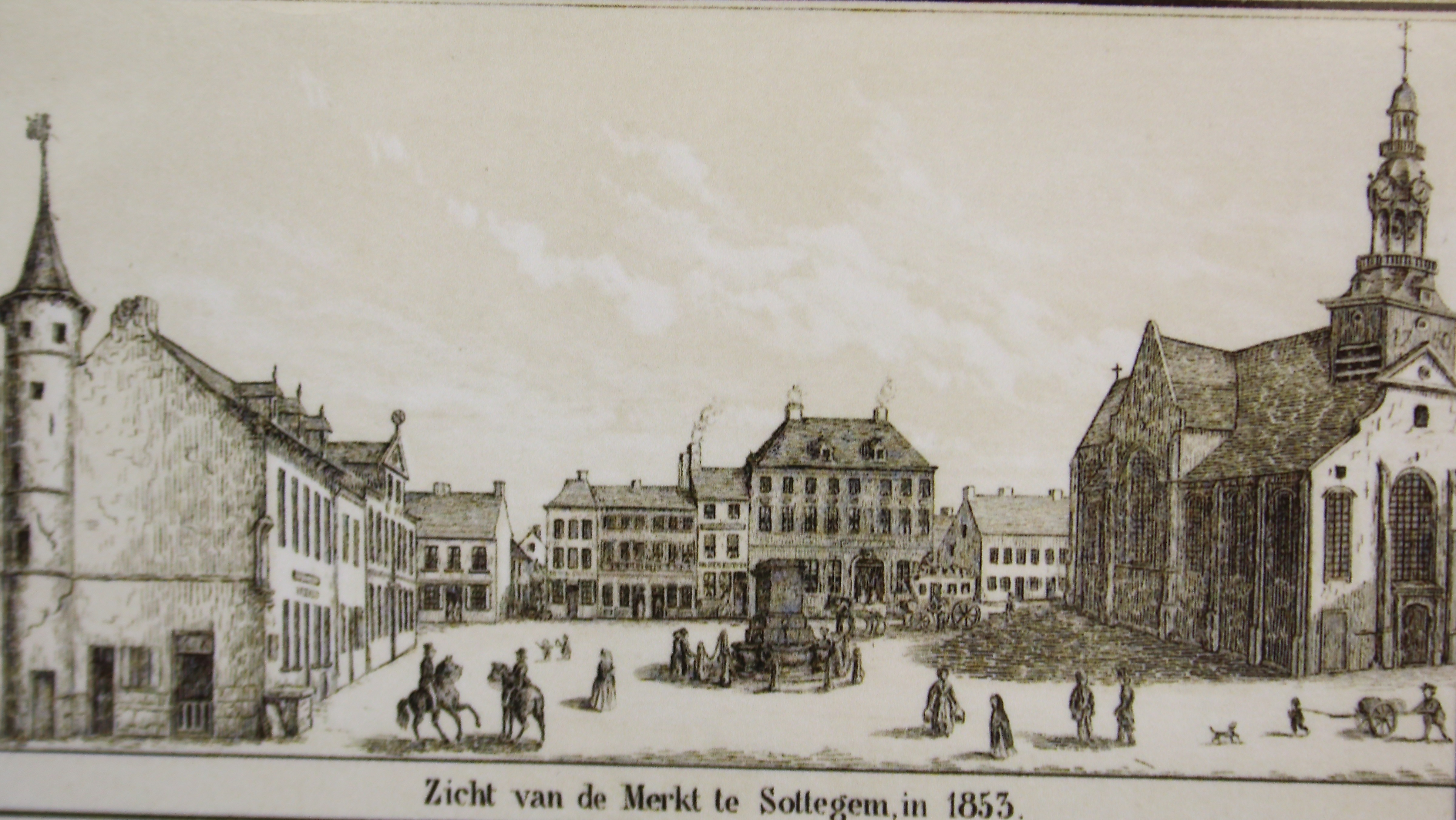
Herberg Den Grooten Leeuw (midden) met koets in 1853

De(n) Gouden Leeuw of In de(n) Gouden Leeuw is een voormalige herberg aan de oostkant van de Markt van het Belgische Zottegem.
In het grote pand was in de 17de-18de eeuw al de uitspanning In den Gouden Leeuw gevestigd, met logies, een herberg, stallingen en schuren rond een binnenkoer. Bij De Gouden Leeuw vertrokken de postkoetsen en kwamen ze aan. Vanaf 1830 richtte Engelbertus Schollaert er het hoofdkantoor in van een Zottegemse postdienst naar Gent; op maandag, woensdag en vrijdag was er een postkoetsdienst.. Op 25 oktober 1798 verzamelden de Zottegemse opstandelingen van de Boerenkrijg in de Gouden Leeuw; oud-procureur Pieter Jourez deelde er biljetten uit voor voedsel en onderdak. 
Tussen de 16de en de 18de eeuw verbond een weg de Markt aan de Gouden Leeuw met de omwalde kasteelsite De Mote.
In mei en juni 1815 waren twee infanteriedivisies van Wellingtons geallieerdenleger tegen Napoleon in en rond Zottegem gelegerd; het opperbevel met prins Frederik van Oranje-Nassau logeerde in de herberg. 
Het pand werd later opgesplitst in Den Grooten Leeuw (centraal gedeelte) en In Den Kleinen Leeuw (hoekhuis met de Stationsstraat). Op de zijgevel van De Gouden Leeuw prijkte een Balegemse steen met een leeuw erop (vermoedelijk ter herinnering aan het marktrecht dat Keizer Karel V aan Zottegem verleende in mei 1524). De gevelsteen werd later gebruikt als 'uithangbord' van In Den Kleinen Leeuw en uiteindelijk ingemetseld in de gevel van het stadhuis van Zottegem als Marktleeuw. 
In het centrale gedeelte was van 1853 tot 1860 een herberg genaamd Den Grooten Leeuw gevestigd. Vanaf 1860 tot 1876 werd de herberg omgevormd naar een hotel. De naam werd toen ook opnieuw aangepast in Den Gouden Leeuw (Au Lion d'Or). Van 1876 tot 1903 werd het hotel omgebouwd naar een ijzermagazijn dat opengehouden werd door familie De Latte. Tussen 1903 en 1905 werden in zijn ijzermagazijn fietsen van het merk Adler en Panzer verkocht en vanaf 1907 startte Camiel Schotte er onder de naam "De Groote Leeuw" met een eigen fietsmerk.
Het centrale deel bleef lang elektrowinkel Schotte en werd na 2008 een appartementsgebouw (residentie 'De Groote Leeuw'). Het rechtse deel van het opgedeelde pand (herberg In Den Kleinen Leeuw) werd later apotheek en is nu een cocktailbar 'Bar Lior' .

## Afbeeldingen

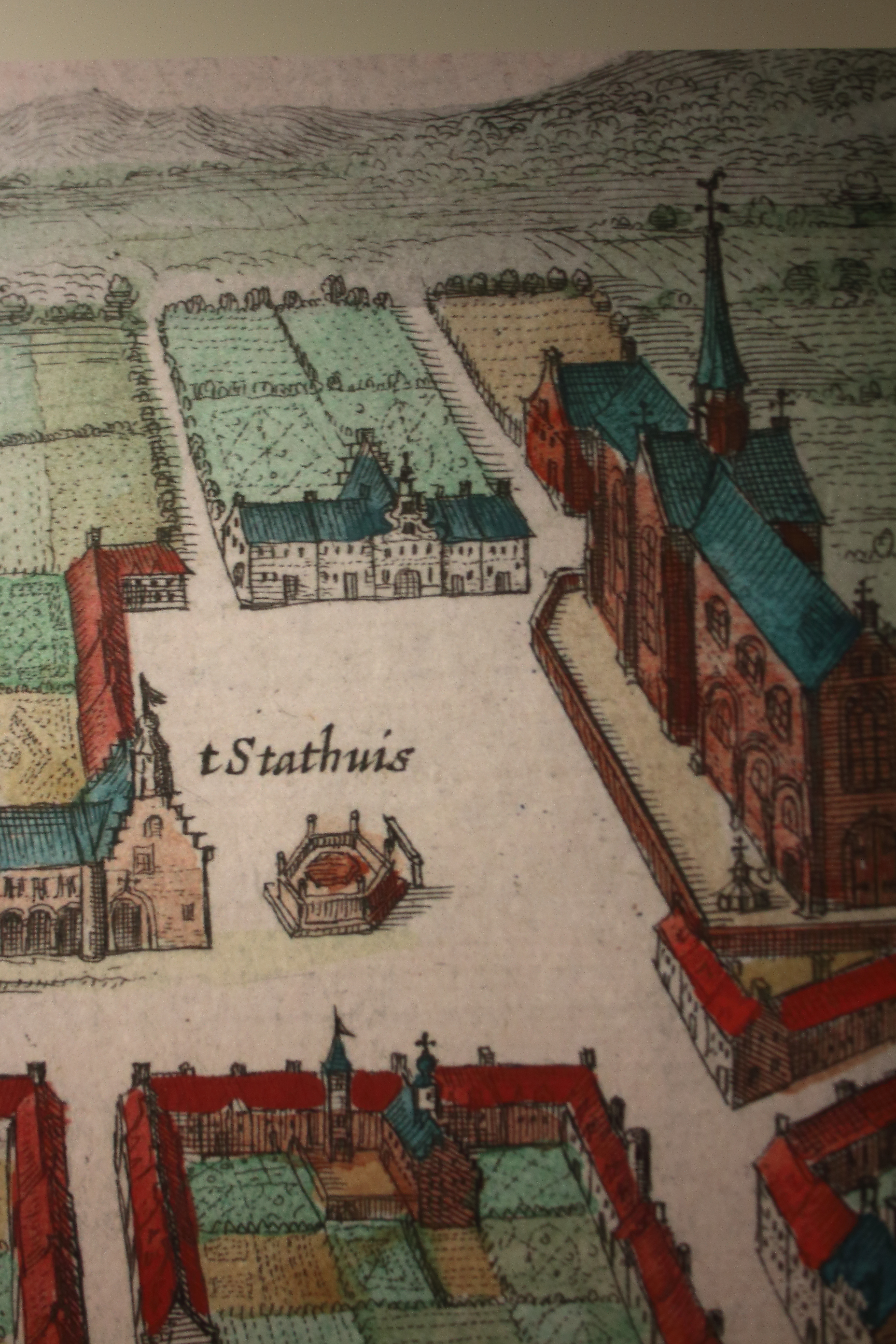
De Gouden Leeuw in 1641 (bovenaan midden)
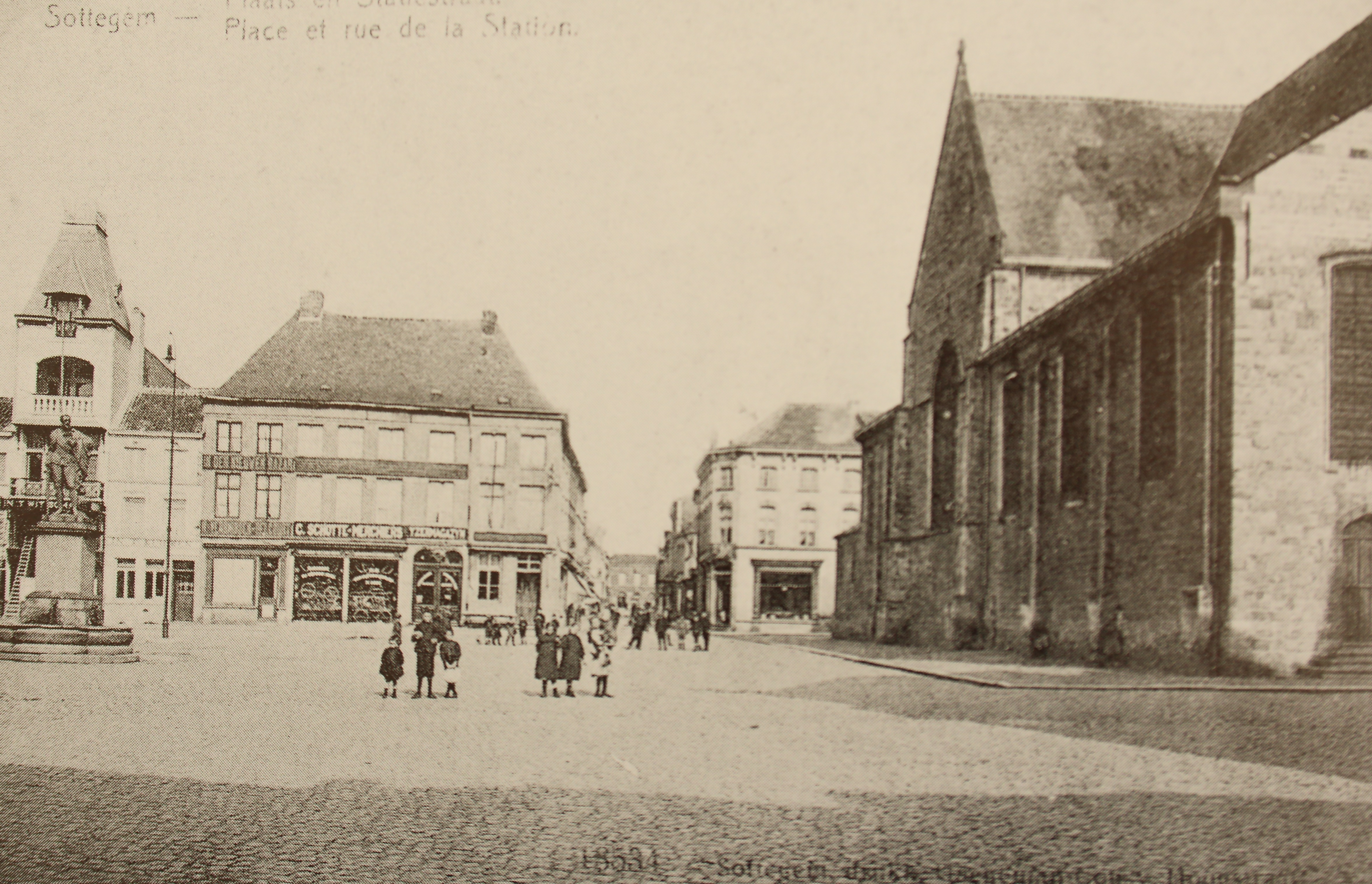
'IJzermagazijn Schotte-Merchiers' en 'In den Kleinen Leeuw'
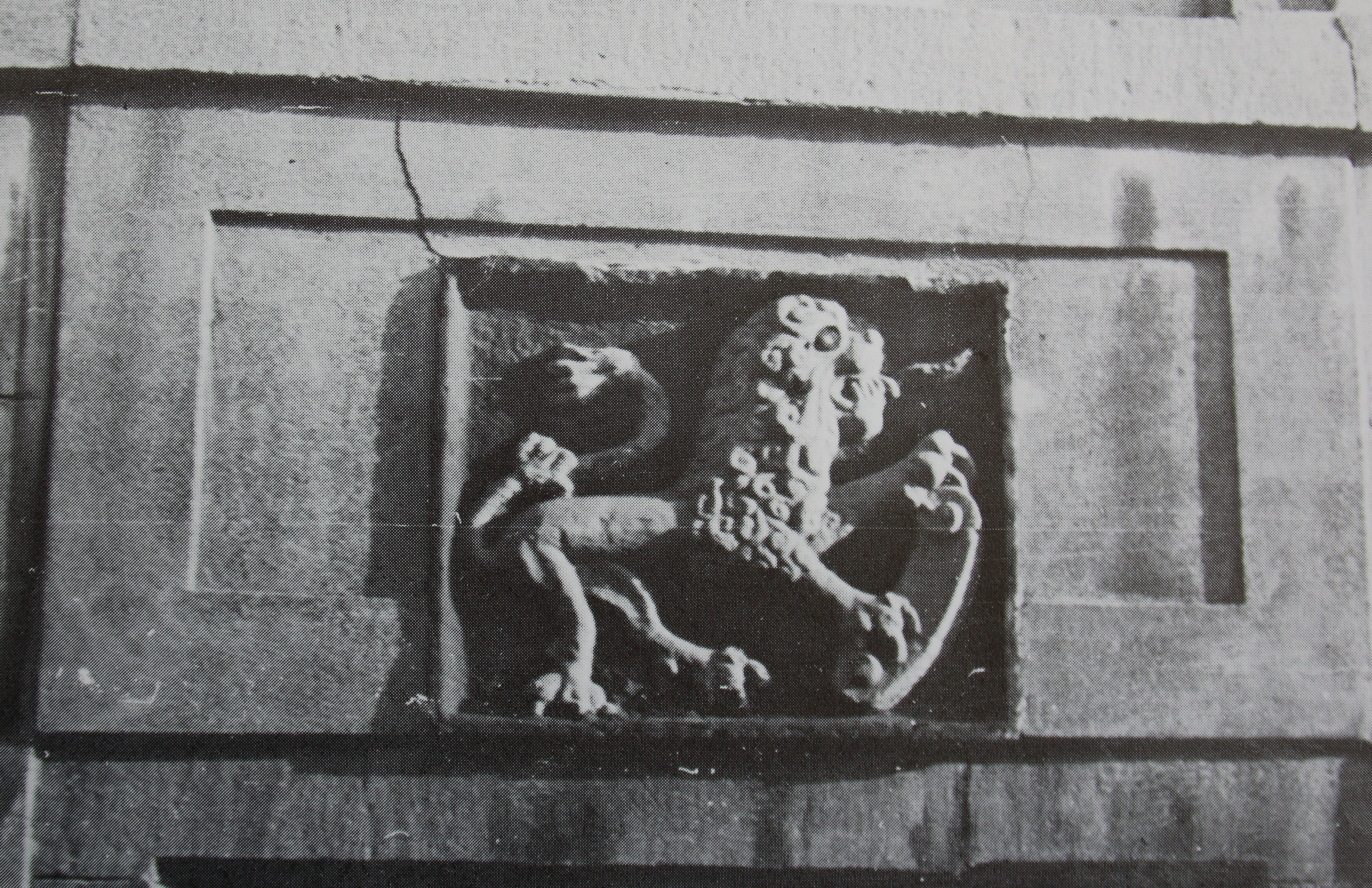
gevelsteen van 'In den Kleinen Leeuw'
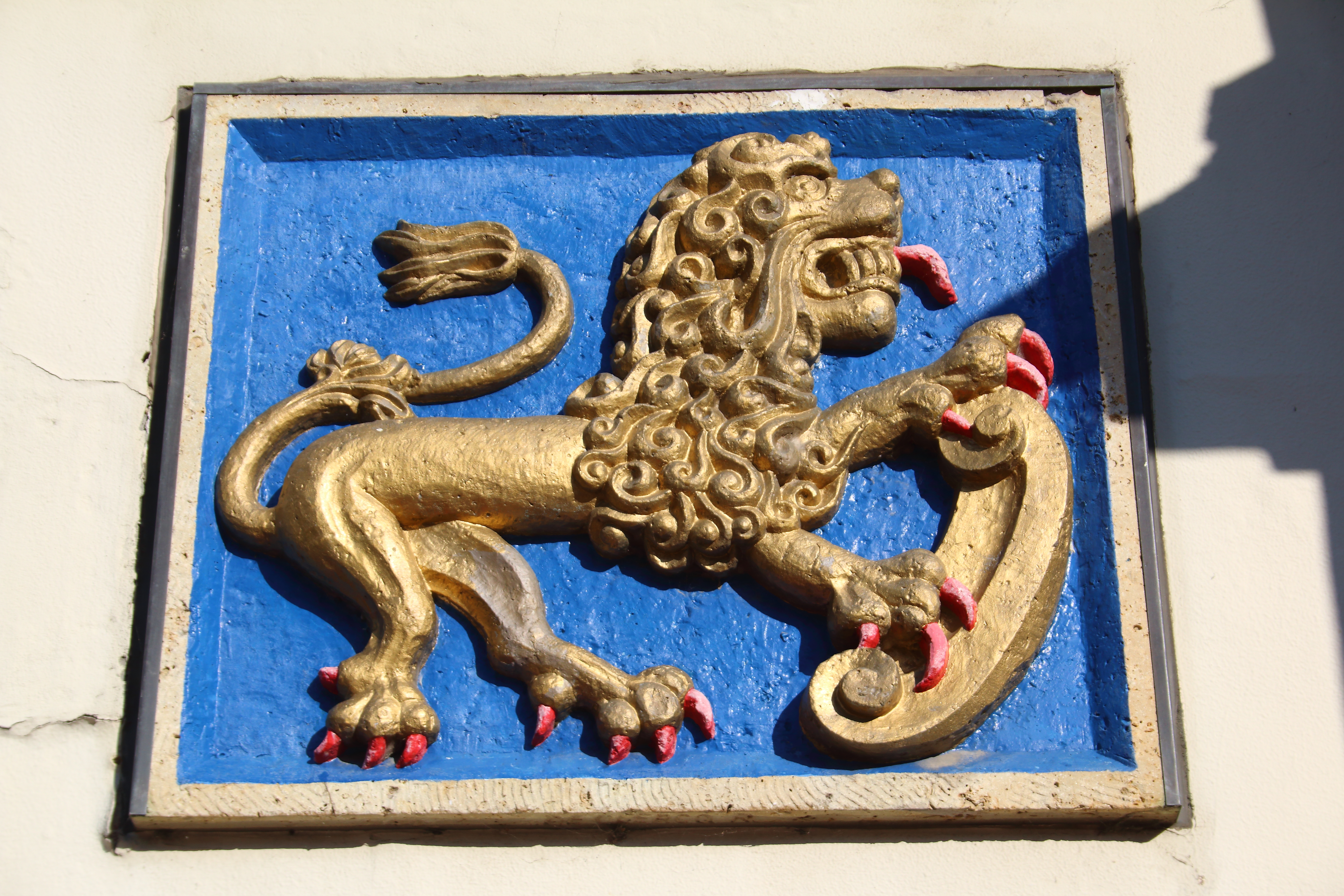
Marktleeuw, vroegere gevelsteen van 'In den Kleinen Leeuw', nu ingemetseld in het stadhuis van Zottegem
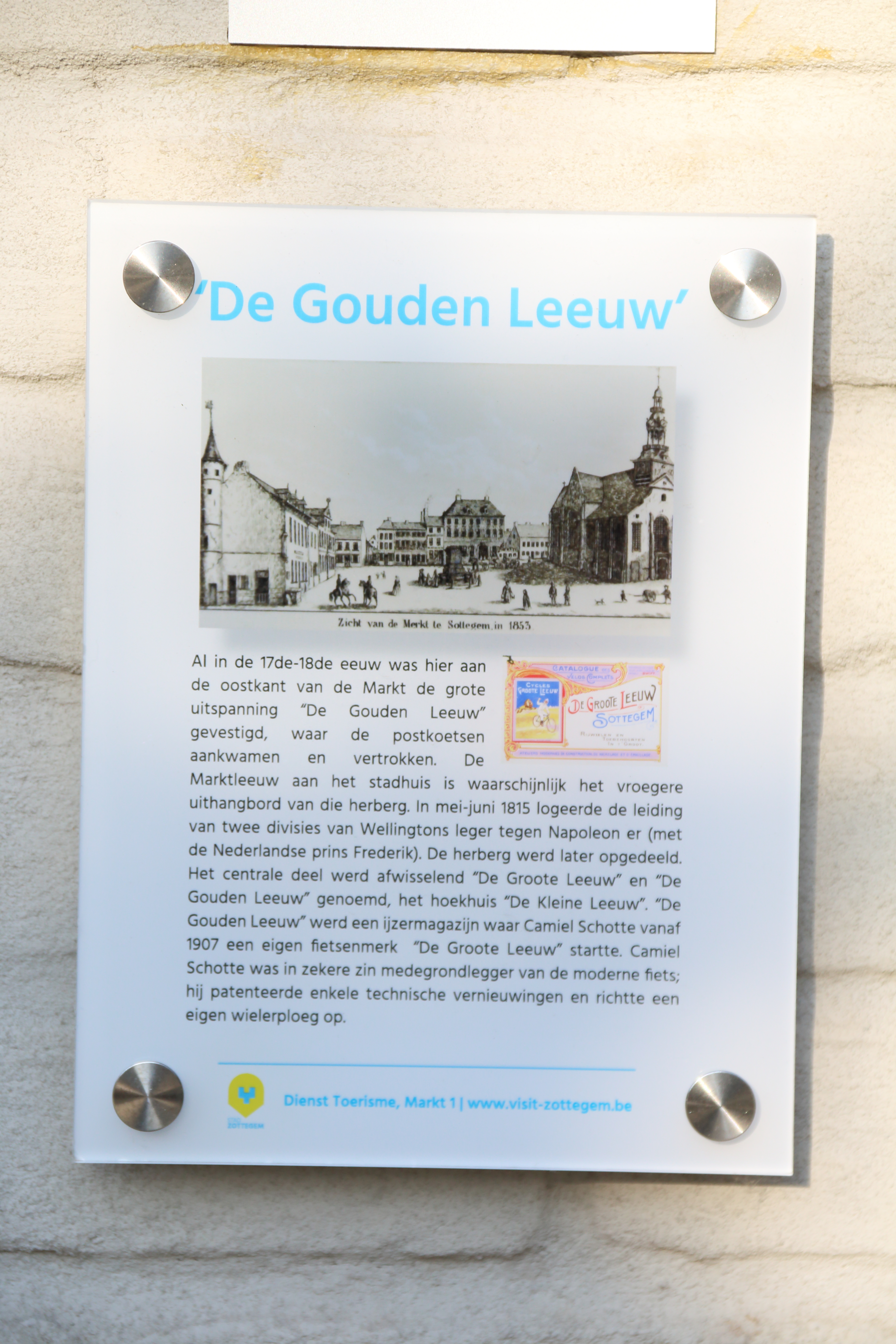
Infobord